# Rajkowo
Rajkowo (do 1945 niem. Klein Reinkendorf Gut) – osada w północno-zachodniej Polsce, położona w województwie zachodniopomorskim, w powiecie polickim, w gminie Kołbaskowo, przy południowo-zachodniej granicy administracyjnej Szczecina. Znajduje się na Wzniesieniach Szczecińskich. W latach 1946–1998 miejscowość administracyjnie należała do województwa szczecińskiego.

## Historia
Początki majątku Rajkowo sięgają średniowiecza, gdy razem z pobliskimi Warzymicami został nadany Fundacji Mariackiej w Szczecinie. W 1928 został połączony z majątkiem Gołkowo. Łączna powierzchnia majątku wynosiła 311 ha.
We wsi znajduje się pałac z 1907. Wybudował go ówczesny właściciel majątku – Friedrich Keunecke – za którego rządów majątek osiągnął swój szczyt świetności. Pałac otoczony jest prawie dwuhektarowym parkiem krajobrazowym z początku XIX w.
Po II wojnie światowej gospodarował tu PGR, a od 1959 Wyższa Szkoła Rolnicza w Szczecinie, która zorganizowała tu Rolniczy Zakład Doświadczalny. Po transformacji ustrojowej pałac został wydzierżawiony, a w 2010 – sprzedany osobom prywatnym, które, po gruntownym remoncie, zaadaptowały obiekt do celów hotelowo-bankietowych.